# Nyesőolló díszdobozban
A Nyesőolló díszdobozban a Frakk, a macskák réme című rajzfilmsorozat harmadik évadjának ötödik része.

## Cselekmény
Károly bácsi elhagyja a nyesőollóját. Frakkal próbálja megkerestetni, aki azonban csak régóta berozsdásodott, vagy elmállott nyesőollókat talál. Irma néni így odaadja Károly bácsinak az egy hónap múlva megünnepelendő születésnapi ajándékát, ami egy vadonatúj nyesőolló, egy díszdobozban. Az új nyesőolló azonban, csakúgy, mint a régi, hamar eltűnik. Frakk próbálja megkeresni, mivel Irma néni estére visszavárja a díszdobozába az ollót. Azonban egy sündisznó orron szúrja Frakkot, így megzavarodik a szaglása. Károly bácsi az megrozsdásodott nyesőollóra fogja, hogy az új egy kis eső miatt megrozsdásodott. Irma néni szerint csak felületi rozsda, így ki kell fényesíteni. Frakkék alufóliával tekerik be, ám Irma néni hamar használni szeretné. Az olló azonban hamar eltűnik. Később mikor Károly bácsi leveszi a mellényét, a zsebéből előkerül az új és régi nyesőolló. Az egyik Frakké lesz, aki azt mondja, macskafarkincákat fog nyesni vele.

## Alkotók
- Rendező és operatőr: Nagy Pál
- Társrendezők: Imre István, Várnai György
- Forgatókönyvíró: Bálint Ágnes
- Zeneszerző: Pethő Zsolt
- Hangmérnök: Bársony Péter
- Vágó: Czipauer János
- Tervezte: Várnai György
- Háttér: Szálas Gabriella
- Rajzolta: Ifj. Nagy Pál
- Színes technika: Kun Irén
- Gyártásvezető: Doroghy Judit

Készítette a Magyar Televízió megbízásából a Pannónia Filmstúdió

## Szereplők
- Frakk: Szabó Gyula
- Lukrécia: Schubert Éva
- Szerénke: Váradi Hédi
- Károly bácsi: Suka Sándor
- Irma néni: Pártos Erzsi
- Mérges sündisznó: Botár Endre